# Моня Сергій Олександрович
Сергій Олександрович Моня  (рос. Сергей Александрович Моня, 15 квітня 1983) — російський баскетболіст, олімпійський медаліст.

## Виступи на Олімпіадах
| Олімпіада   | Дисципліна | Місце |
| ----------- | ---------- | ----- |
| Пекін 2008  | баскетбол  | 9     |
| Лондон 2012 | баскетбол  | 3     |

## Зовнішні посилання
- Досьє на sport.references.com [Архівовано 18 грудня 2012 у Wayback Machine.]